# Burie
Burie là một xã trong tỉnh Charente-Maritime trong vùng Nouvelle-Aquitaine tây nam nước Pháp. Xã này nằm ở khu vực có độ cao từ 19-103 mét trên mực nước biển. Diện tích là 9,19 km2.